# Dolna Banyitsa
Dolna Banyitsa (en macédonien Долна Бањица ; en turc Aşağı Banisa) est un village du nord-ouest de la Macédoine du Nord, situé dans la municipalité de Gostivar. Le village comptait 4356 habitants en 2002. Il est majoritairement turcs.

## Démographie
Lors du recensement de 2002, le village comptait :
- Turcs : 2 444
- Albanais : 1 524
- Macédoniens : 355
- Roms : 9
- Serbes : 1
- Autres : 23